# Stop! (chanson de Sam Brown)
Pour les articles homonymes, voir Stop.
Singles de Sam Brown
Walking Back to Me
(1988) This Feeling
(1988)
Clip vidéo
[vidéo] « Stop (archive INA, 1989) », sur YouTube
Stop! est une chanson de la chanteuse britannique Sam Brown extraite de son premier album studio, sorti en 1988 et intitulé aussi Stop!.
La chanson a également été publiée en single. Le single est originellement publié en 1988 (c'est le deuxième single de l'album) et ensuite réédité en 1989.
Au Royaume-Uni, le single de 1988 débute à la 100e (dernière) place du hit-parade des singles (dans la semaine du 22 au 28 mai) et atteint la 52e place (dans la semaine 12 au 18 juin); le single de 1989 débute à la 69e place (dans la semaine du 29 janvier au 4 février), atteint la 4e place dans la semaine du 26 février au 4 mars et garde cette place pour une semaine de plus.
En 1988–1989, la chanson a aussi atteint la 1re place en Flandre (Belgique néerlandophone) et en Norvège, la 2e place en France et aux Pays-Bas, la 3e place en Autriche, la 4e place en Australie, la 5e place en Suisse, la 7e place en Allemagne, la 11e place en Suède, la 16e place en Nouvelle-Zélande et la 65e place aux États-Unis (dans le Hot 100 de Billboard pour la semaine du 20 mai 1989).